# Racionalismo italiano
El concepto de racionalismo italiano se refiere a las corrientes arquitectónicas, que a partir del futurismo se desarrollaron en Italia principalmente en la década de los años 1920 y 1930 del siglo XX, en conexión al Movimiento Moderno internacional. 

## Antecedente: el futurismo

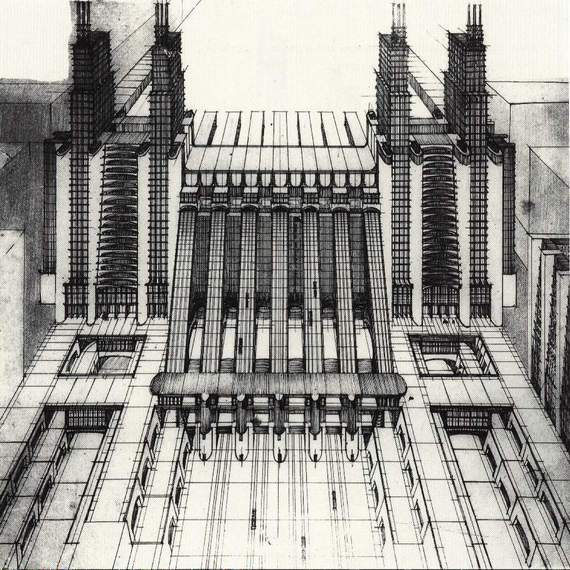
Dibujo en perspectiva de la "Ciudad Nueva" de Sant'Elia de 1914.

En relación con la arquitectura el futurismo, como movimiento artístico de vanguardia, situaba a la ciudad en el centro de su atención, pues la concebía como el símbolo de la dinamicidad y de la modernidad. Su exponente más representativo en arquitectura fue Antonio Sant'Elia, quien publicó en 1914 el Manifesto dell'architettura futurista, en el cual expone los principios de esta corriente.
El futurismo de Sant'Elia era concebido como arquitectura en "movimiento", un espacio arquitectónico ligado al tiempo, en un proyecto sistémico de la ciencia tecnológica de las máquinas. De este modo el universo de la arquitectura se amplía y se vincula con la dimensión urbana. En este sentido, la "Città Nuova" (Ciudad Nueva), de 1913-1914, es el proyecto más importante de este arquitecto. En dicho proyecto se imaginó, en una colección de bocetos y proyectos, la Milán del futuro.
El trabajo de Sant'Elia tuvo un importante impacto a nivel europeo, y si bien se vinculaba al Art Nouveau y al Modernismo Austriaco, en algunas de sus características dejó ver señas de una ruptura absoluta con el pasado que quería transformar. La muerte prematura de Antonio Sant'Elia, en el Frente Italiano durante la Primera Guerra Mundial, impidió el desarrollo de las ideas futuristas en arquitectura. En sus modelos arquetípicos muchos han visto una anticipación a las ideas de Walter Gropius y de Le Corbusier, siendo considerado como uno de los precursores del modernismo.

## El Grupo 7

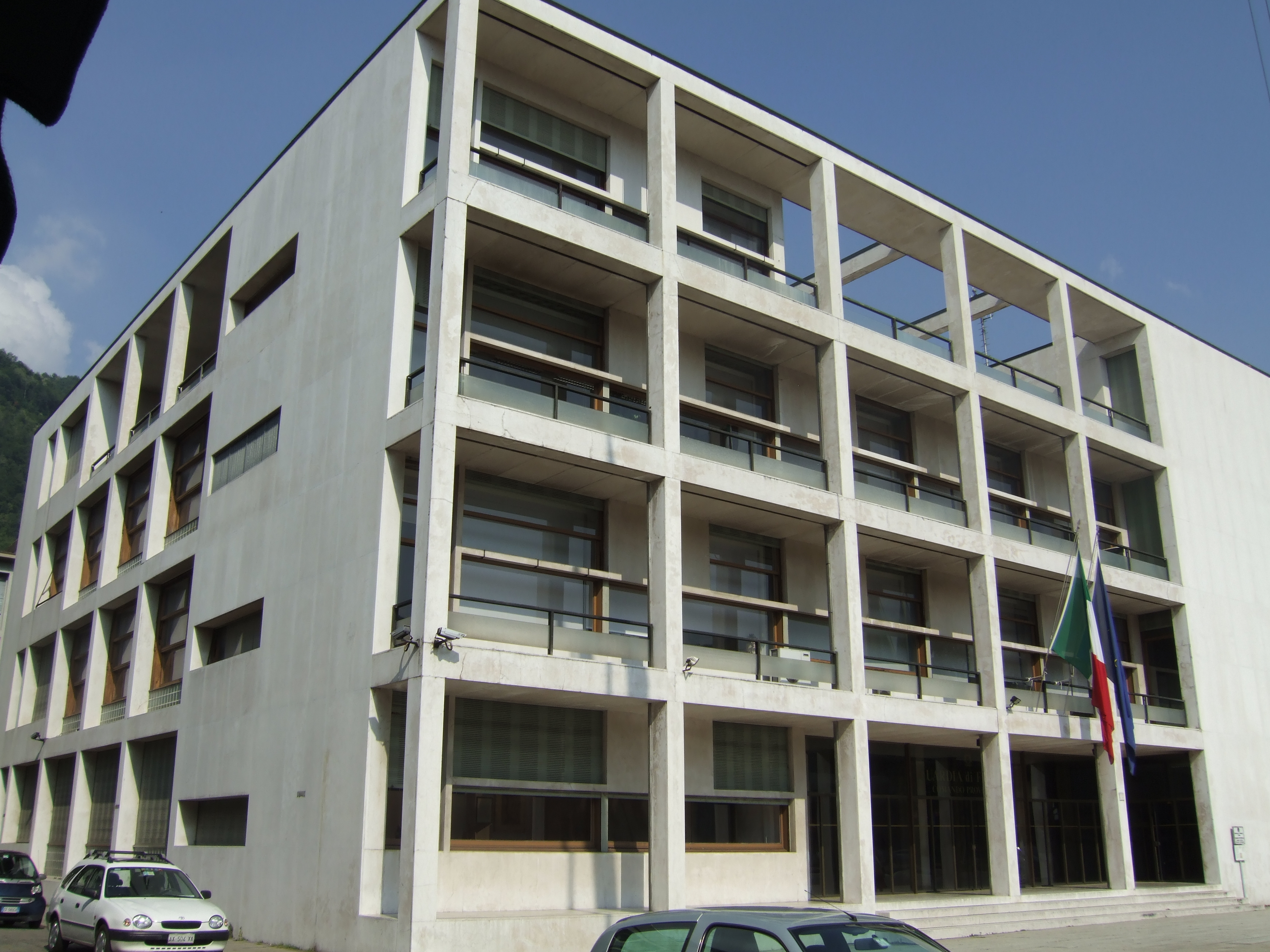
Casa del Fascio, en Como, 1932-36, Giuseppe Terragni

En los años veinte, con la desaparición de Antonio Sant'Elia, el futurismo pierde su impulso y la arquitectura de los primeros años de la posguerra ofrece escasas novedades. En aquel entonces el clima artístico italiano se encontraba dominado por el academicismo, que preconizaba un retorno a los principios del clasicismo, pero adaptándolos en un estilo propio del siglo XX.
En este contexto, en 1926 se formó el Grupo 7, que incluía a los arquitectos Giuseppe Terragni, Luigi Figini, Guido Frette, Sebastiano Larco, Gino Pollini, Carlo Enrico Rava y Ubaldo Castagnola, un año más tarde reemplazado por Adalberto Libera. El grupo pretendía renovar la arquitectura italiana a través de la adopción de los principios del racionalismo, como una forma de volver a la razón y la tradición luego de la irracionalidad de la guerra. Estos principios, sin embargo, fueron entendidos por la sociedad italiana como un retorno al orden, favoreciendo la aparición de un régimen autoritario. Estas ideas, llevaban a los arquitectos a identificar problemas de orden urbanístico, centrándose en las exigencias que imponían las ciudades modernas.
En este contexto, en un número de la revista "Rassegna Italiana", el Grupo 7 se presentó al público señalando los nuevos principios que debía seguir la arquitectura, en concordancia con las ideas modernistas que surgían en distintas partes de Europa. Se postulaba el retorno a la forma pura, esencial, que exprese la funcionalidad de las construcciones, rechazando la ornamentación y la decoración, por medio del constante uso de la "racionalidad". Esta publicación es considerada como el "Manifiesto del Racionalismo Italiano". En 1928 se inauguró la "Exposición de Arquitectura Racional" de Roma, sin despertar grandes reacciones.
El Grupo 7 no se presentó como una revolución estilística, pues en cierto modo defendía la idea de la superación de la tendencia a encerrarse en un estilo específico, por medio de la racionalidad arquitectónica. Se planteó a sí mismo como una forma de mediación entre el "espíritu nuevo" y la tradición, y entre el clasicismo y el funcionalismo. Intentando presentarse como la propuesta de rediseño más adecuada para el régimen fascista, del cual muchos jóvenes arquitectos (como Giuseppe Terragni y Pagano) eran partidarios.

## El M.I.A.R.
En 1928 el Grupo 7 cambió de forma, y dio lugar al Movimento Italiano Architettura Razionale (M.I.A.R.), al cual se adhirieron unos 50 arquitectos provenientes de las distintas regiones del país. En 1931 el M.I.A.R. organiza la II Exposición de Arquitectura Racional de Roma, cuyo impacto es mucho más fuerte que en la primera edición, y queda claro que las obras racionalistas son demasiado revolucionarias, y no se adaptan adecuadamente a un régimen autoritario.
La polémica que se generó en este contexto se tradujo en un conflicto con los defensores de la vieja escuela, la mayoría en aquel entonces, provocando varias renuncias al M.I.A.R. A tal punto llegó el conflicto, que su secretario, Adalberto Libera, se vio obligado a disolver el movimiento.

## Obras representativas

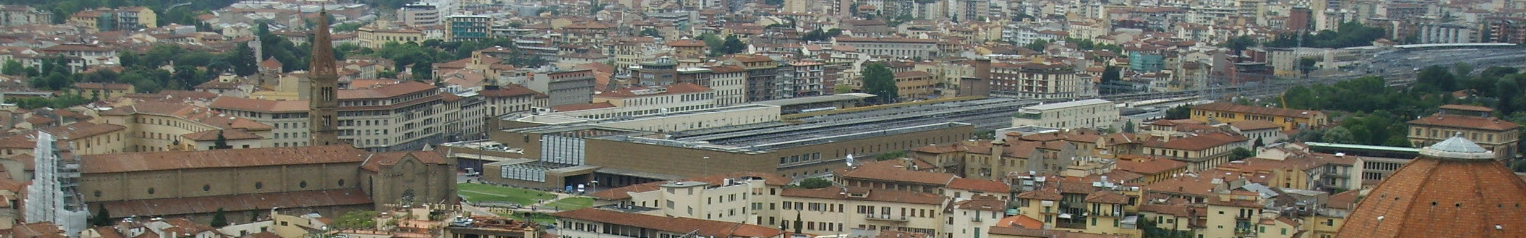
Vista panorámica de la Estación de ferrocarriles Santa María Novella de Florencia.

| Fecha       | Obra                                      | Ubicación | Arquitecto              |
| ----------- | ----------------------------------------- | --------- | ----------------------- |
| 1929        | Casa del Fascio                           | Como      | Giuseppe Terragni       |
| 1932        | Palacio de Correos, via Marmorata         | Roma      | Adalberto Libera        |
| 1934        | Estación de Florencia Santa Maria Novella | Florencia | Giovanni Michelucci     |
| 1936 - 1950 | Case alte alla Foce                       | Génova    | Luigi Carlo Danieri     |
| 1937        | Jardín Infantil Sant'Elia                 | Como      | Giuseppe Terragni       |
| 1938        | Casa Malaparte                            | Capri     | Adalberto Libera        |
| 1941        | Universidad Bocconi                       | Milán     | G. Pagano y G. Predeval |
| 1948        | Estación de Roma Termini                  | Roma      | Angiolo Mazzoni         |